# Craugastor stuarti
Espèce
Synonymes
- Eleutherodactylus stuarti Lynch, 1967

Statut de conservation UICN

 EN B1ab(iii) : En danger
Craugastor stuarti est une espèce d'amphibiens de la famille des Craugastoridae.

## Répartition
Cette espèce se rencontre de 1 300 à 2 200 m d'altitude sur le versant Sud de la sierra Madre de Chiapas dans les départements de Huehuetenango, San Marcos et Sololá au Guatemala et dans l'est du Chiapas au Mexique.

## Étymologie
Cette espèce est nommée en l'honneur de Laurence Cooper Stuart.

## Publication originale
- Lynch, 1967 : Two new species of Eleutherodactylus from Guatemala and Mexico (Amphibia: Leptodactylidae). Transactions of the Kansas Academy of Science, vol. 70, p. 177-183.